# Spongillida
Spongillida is een orde van sponsdieren uit de klasse van de Demospongiae (gewone sponzen).

## Familie
- Lubomirskiidae Weltner, 1895
- Malawispongiidae Manconi & Pronzato, 2002
- Metaniidae Volkmer-Ribeiro, 1986
- Metschnikowiidae Czerniavsky, 1880
- Palaeospongillidae Volkmer-Ribeiro & Reitner, 1991 †
- Potamolepidae Brien, 1967
- Spongillidae Gray, 1867
- Spongillina (incertae sedis) Manconi & Pronzato, 2002

## Geslachtenincertae sedis[1]
- Acanthotylotra Volkmer-Ribeiro, Tavares, Fürstenau-Oliveira, 2009
- Balliviaspongia Boury-Esnault & Volkmer-Ribeiro, 1991
- Makedia Manconi, Cubeddu & Pronzato, 1999
- Ohridospongilla Gilbert & Hadzische, 1984